# Damage CTRL
La Damage CTRL è stata una stable di wrestling attiva in WWE tra il 2022 e il 2025, composta da Bayley, Dakota Kai, Iyo Sky, Asuka e Kairi Sane.

## Storia
Il 30 luglio, a SummerSlam 2022, Bayley fece il suo ritorno in WWE dopo un anno d'assenza a causa di un infortunio, formando un'alleanza con Dakota Kai e Io Shirai (ora conosciuta con il ring mane di Iyo Sky). A Clash at the Castle le tre wrestler iniziarono a farsi chiamare le Damage CTRL. Nella puntata di Raw del 12 settembre, Kai e Sky hanno conquistato il WWE Women's Tag Team Championship sconfiggendo Raquel Rodriguez e Aliyah. Nello stesso periodo, la leader della stable, Bayley ha avuto una faida con Bianca Belair, la detentrice del WWE Women's Championship. La "Role Model" sprecò due occasioni titolate, la prima ad Extreme Rules in un ladder match e la seconda a Crown Jewel in un last woman standing match. Kai e Sky persero i titoli di coppia dopo 49 giorni di regno venendo sconfitti da Alexa Bliss e Asuka. Le due lottatrici nipponiche a Crown Jewel sono riuscite a riconquistare i titoli.
Le Damage CTRL con Nikki Cross e Rhea Ripley persero il Wargames match di Survivor Series: WarGames contro il team capitanato da Bianca Belair. Dopo il match iniziarono una rivalità con Becky Lynch. Tutte e tre presero parte alla Royal Rumble 2023 con Bayley che venne eliminata da Liv Morgan. Nella puntata di Raw del 27 febbraio Sky e Kai persero i titoli per mano di Becky Lynch e Lita dopo un regno di 114 giorni.
Con il Draft del 2023 la stable passa a SmackDown. Il 12 maggio di quell'anno Bayley e Kai hanno sfidato, senza successo, Liv Morgan e Raquel Rodriguez per il WWE Women's Tag Team Championship. Durante il mach si sono infortunate Kairi Sane e Liv Morgan, quest'ultima costretta a lasciare vacante i titoli di coppia. Bayley e Sky hanno preso parte al fatal four-way tag team match, ma furono Ronda Rousey e Shayna Baszler a vincere i titoli.
Sia Bayley e Sky sono riuscite a qualificarsi per il money in the bank ladder match femminile, ma le due compagne delle Damage CTRL non lavorano di squadra. Pur ostacolandosi a vicenda Iyo Sky riesce a vincere la valigetta. A SummerSlam, il 5 agosto, la lottatrice nipponica ha incassato il contratto della valigetta vincendo il WWE Women's Championship di Bianca Belair.